# Махачкалинский автобус
Махачкалинский автобус — система автобусного пассажирского городского транспорта города Махачкала (Дагестан, Россия). Стоимость проезда составляет 20 рублей внутри города по маршрутам № 44а,64 и 65, по маршруту № 100 проезд составляет 30 рублей а по маршруту № 100а маршрут проезд по Махачкале составляет 30 рублей а проезд по Каспийску 40 рублей, по маршруту № 187 (Махачкала-Аэропорт) проезд составляет 100 рублей.

## История
Автобусные пассажироперевозки начаты с середины 50-х годов. Первоначально маршруты соединяли окраинные поселки Махачкалы (5-й посёлок, 1-я Махачкала и др.) с центром города и основными предприятиями. Расцвет автобусного движения пришелся на 1980-е годы. В городе действовало 3 автопарка: АП № 1 ул. Крылова (закрыт), АП № 2 ул. Дежнёва (закрыт), АП № 3 ул. Перова (закрыт). С середины 90-х автобусный транспорт города пришел в полный упадок. Закрыты все внутригородские маршруты. Сохранились лишь два пригородных между Махачкалой и Каспийском. С февраля 2015 года внутригородские маршруты восстановлены. На данный момент действуют 2 автопарка: ПАТП-1 (обслуживает маршрут № 64), ООО «Каспийское АТП» (обслуживает маршруты № 44а, 100 и прочие). Так же до недавнего времени, в городе действовали 3 маршрута (125, 125а, 146), чьи автобусы обслуживались петербургской компанией «Третий парк». В настоящий момент данная компания прекратила свою деятельность в Махачкале, а выше перечисленные маршруты заняты местными перевозчиками.
С декабря 2021 года крупнейший автопарк МУП «ПАТП-2» прекратил перевозки из-за банкротства. В середине января под председательством премьер-министра Дагестана Абдулпатаха Амирханова решалась судьба ГУП «Махачкалинское пассажирское автотранспортное предприятие № 2» (МПАТП-2). Задолженность перевозчика — 250 миллионов рублей, в том числе 160 миллионов в федеральный бюджет, из которого он получал субсидии. Имущество выставили на торги, а конкурсный управляющий подписал приказ о ликвидации предприятия. По словам Амирханова, правительство региона будет ходатайствовать перед Минфином РФ о списании части задолженности.
Все автобусы передали на правах аренды ООО «Каспийское АТП». С 2023 года маршрут № 100 был сокращён до Троллейбусного кольца до остановки Автодорожный колледж. С 1 Января 2024 года на дороги Махачкалы по маршрутам № 44а,64 и 65 вышли новые автобусы моделей НефАЗ-5299-30-57 и ЛиАЗ-5292.67

## Подвижной состав
В Махачкале эксплуатируются автобусы моделей:
НефАЗ-5299-30-51
НефАЗ-5299-30-57
ПАЗ-320435-04 "Vector Next"
ЛиАЗ-5292.67
ГАЗ-A68R52 City

## Маршруты
| Действующие маршруты | | |
| №                    | Маршрут | Маршрут |
| 44А                  | пос. Ватан — пр. А. Акушинского — пр. Имама Шамиля — ул. Хаджи Булача — пр. Петра I — Путепровод                                                      | пос. Ватан — пр. А. Акушинского — пр. Имама Шамиля — ул. Хаджи Булача — пр. Петра I — Путепровод                                                      |
| 64                   | Северный автовокзал — пр. Казбекова — ул. Каммаева — ул. Магомедтагирова — ул. Магомеда Гаджиева — ЦУМ                                                | Северный автовокзал — пр. Казбекова — ул. Каммаева — ул. Магомедтагирова — ул. Магомеда Гаджиева — ЦУМ                                                |
| 65                   | пос. Ленинкент — ул. Алиева — шоссе Дружбы народов — пр. А. Акушинского — пр. Имама Шамиля — пр. Гамидова — пр. Амет-Хана Султана — Южная автостанция | пос. Ленинкент — ул. Алиева — шоссе Дружбы народов — пр. А. Акушинского — пр. Имама Шамиля — пр. Гамидова — пр. Амет-Хана Султана — Южная автостанция |